# ヒメキマダラヒカゲ
ヒメキマダラヒカゲ（姫黄斑日陰  Zophoessa callipteris）は、チョウ目タテハチョウ科（旧分類ではジャノメチョウ科）に属するチョウの一種。

## 概要
主にブナ科が多く、下草が篠地となっている山地樹林に生息する。サトキマダラヒカゲやヤマキマダラヒカゲによく似ているが、地色が明るいうえに翅裏の模様が複雑でなく、蛇の目紋は少ない。また、翅の外縁は直線的で、前翅先端はややとがっている。食草の生える薄暗い林内だけではなく林の周辺にも現れ、各種の花を積極的に訪れる。
越冬態は3〜4齢の幼虫。幼虫の食草はタケ科のスズタケ・チシマザサなど。卵は葉の裏に並べて産卵される。成虫は5月ごろに羽化し、その個体が9月終わりまで見られる。通常年一化性だが、暖地では稀に2回発生することもある。

## 分布
日本列島の主要四島に分布するが、南へ行くほど生息域は制約される。国外ではサハリン南部のみ。分布域は広いが分断されており、成虫の移動性も高くないため、地域により多少の変異がみられる。